# Hansa-Brandenburg B.I
El Hansa-Brandenburg B.I va ser un biplà biplaça militar de reconeixement i d'entrenament sense armes de la Primera Guerra Mundial, operat per les forces aèries austrohongareses. Els primers models eren coneguts internament en l'empresa Hansa-Brandenburg com a tipus D, mentre que els models posteriors amb un motor més potent van ser designats com a tipus FD Aquest avió va ser un dels primers dissenys d'Ernst Heinkel, que aleshores treballava per a Hansa-Brandenburg. Es tractava d'un biplà convencional amb ales esglaonades d'envergadura desigual. El pilot i l'observador seien en tàndem en una cabina llarga i oberta.
L'aeronau va ser produïda sota llicència per Aero, tant durant la guerra com després (quan es va conèixer com a Aero Ae 01), i també per Letov, coma model Š10. L'experiència adquirida amb aquest disseny proporcionaria a Aero la base per a diversos dissenys civils i militars derivats durant la dècada de 1920. El disseny va constituir la base dels models armats de reconeixement armat C.I i C.II.

## Variants
El Hansa-Brandenburg B.1 es va fabricar amb dues variants, que compartien la designació militar B.I: 
- D: versió inicial amb motor Benz Bz.II
- FD: versió posterior amb motor Benz Bz.III

## Operadors
Àustria-Hongria
- Forces aèries austrohongareses
- Armada austrohongaresa

 Polònia
- Força aèria polonesa (15 aeronaus de postguerra)[1]

  Txecoslovàquia
- Força aèria txecoslovaca (postguerra)

Regne d'Hongria
- Reial Força Aèria Hongaresa

Regne de Iugoslàvia
- Reial Força Aèria Iugoslava (postguerra)
- Centre Letalski Maribor (postguerra)